# Sibirske trape
Sibirske trape (ruski: 'Сибирские траппы', Sibirskije trappy) su veliko područje vulkanskog kamenja, površine oko 2 miliona km², sastavljene uglavnom od magmatskih stena, u Sibiru, Rusiji. Celi niz masovnih erupcija koje su oblikovale sibirske trape smatraju se najvećom poznatom vulkanskom aktivnosti u zadnjih 500 miliona godina istorije Zemlje. Smatra se da je vulkanska aktivnost oko tog područja trajala preko 200.000 godina te je barem donekle uticala na Perm-Trijas izumiranje na kraju Perma, pre oko 251 miliona godina. Pojam "trape" potiči od švedske reči za stepenice, te se odnosi na bregove u obliku stepenica na tom području, tipične za bujicu bazalta.